# 헤이즈 (가수)
헤이즈(영어: Heize, 본명: 장다혜, 1991년 8월 9일 ~ )는 대한민국의 가수이다. 헤이즈라는 이름은 본인이 미국의 래퍼 에인절 헤이즈를 좋아해서 영어 철자만 추가하고 지은 이름이다.
2015년 언프리티 랩스타 2를 통해서 대중에게 얼굴을 알렸다. 이후 2016년에 발매한 싱글 《돌아오지마》와 《And July》의 음원 차트 순위권 진입이후 《저 별》이 주요 음원사이트 차트 1위, 《비도 오고 그래서》로 사람들의 마음을 울리며 음원 차트 정상에 올랐다.

## 학력
- 무학초등학교 (졸업)
- 마산제일여자중학교 (졸업)
- 합포고등학교 (졸업)
- 부경대학교 (경영학 / 학사)

## 생애
헤이즈는 1991년 8월 9일 대구광역시에서 1남 1녀 중 막내로 태어났다. 어린 시절 첼로를 배웠고 클래식과 발라드를 좋아했던 그녀는 미니홈피를 통해 랩을 듣게 된 이후 직접 랩 가사를 쓰고 랩 음악을 찾아서 듣기 시작했다. 담임 선생님의 권유로 부경대학교 경영학과에 진학하였으나 공부를 멀리하고 랩 가사를 써왔다.
학과 내에서 1등을 하면 서울로의 상경을 허락 해주겠다는 아버지의 말에 과 수석을 하게 된 그녀는 부산에서 상경하여 아르바이트를 하기 시작했다. 부모님에게 손 벌리기 싫어 하루에 세 개의 아르바이트를 하던 중 언프리티 랩스타2에 출연한 것을 계기로 음악에 전념하게 되었다. 크루셜스타와 교제하기도 했으나 2015년 헤어졌다. 헤이즈는 라디오방송에서 크루셜스타를 좋은 사람이었다고 평가했고 아직도 잊지 못한다고 말하기도 했다. 헤이즈가 겪었던 이별의 경험은 그녀가 미니 앨범 《/// (너 먹구름 비)》를 제작하는 것에 많은 영향을 주었다.

## 음반

### EP
- 2014년 3월 21일 - 《HEIZE》
- 2016년 7월 18일 - 《And July》
- 2017년 6월 26일 - 《/// (너 먹구름 비)》
- 2018년 3월 8일 - 《바람》
- 2019년 10월 13일 - 《만추》
- 2020년 6월 10일 - 《Lyricist》
- 2021년 5월 20일 - 《HAPPEN》
- 2023년 12월 7일 - 《Last Winter》
- 2024년 11월 6일 - 《FALLIN》

### 싱글
- 2014년 1월 17일 - 《조금만 더 방황하고》
- 2015년 1월 16일 - 《내 남자친구가 고맙대》
- 2015년 6월 5일 - 《Pume Sweet Pume》
- 2016년 4월 14일 - 《돌아오지마》
- 2016년 12월 5일 - 《저 별》
- 2017년 1월 21일 -《Round and round》
- 2017년 8월 25일 - 《너와 함께한 시간 속에서》
- 2018년 12월 14일 - 《첫눈에》
- 2019년 2월 14일 - 《오롯이》
- 2019년 7월 7일 - 《We don't talk together》
- 2022년 3월 29일 - 《엄마가 필요해》

### 정규
- 2019년 3월 19일 - 《She's Fine》[9]
- 2022년 6월 30일 - 《Undo》

### 피쳐링 음반
- 2016년 4월 8일 - 《썸타 (Lil` Something)》 (With 첸)
- 2016년 7월 16일 - 《Blind Date》 (With 바닐라 어쿠스틱)
- 2016년 8월 25일 - 《UFO 타고 왔니?》 (with 고영배 of 소란)
- 2016년 9월 27일 - 《너만이》 (With 유승우)
- 2017년 1월 3일 - 《Navigation》 (With DAVII)
- 2017년 5월 2일 - 《그대로일까》 (With 용준형)
- 2017년 7월 24일 - 《Sunday》 (With GroovyRoom)
- 2017년 10월 16일 - 《후회해》 (With 박진영)
- 2018년 4월 4일 - 《아름다운》 (With 신용재(포맨))
- 2018년 4월 8일 - 《안아줘요》 (With 효빈)
- 2018년 5월 23일 - 《나만 이래》(With DAVII)
- 2018년 6윌 4일 - 《모래시계》 (With 더힐(옹성우,이대휘))
- 2018년 10월 22일 - 《희미해서》 (With 이문세)
- 2019년 5월 21일 - 《교통정리》 (With 기리보이)

### OST / 방송
- 2015년 11월 7일 - 언프리티 랩스타 2 돈 벌지마 (Feat. 찬열, 엑소)
- 2016년 8월 25일 - 질투의 화신 OST Part.1 헤이즈&고영배 - UFO 타고 왔니?
- 2017년 1월 21일 - 쓸쓸하고 찬란하神 - 도깨비 OST Part.14 Round and Round (Feat. 한수지)
- 2017년 12월 14일 - 슬기로운 감빵생활 OST Part.5 좋았을걸
- 2019년 7월 28일 - 호텔 델루나 OST Part.5 내 맘을 볼 수 있나요
- 2019년 10월 19일 - 놀면뭐하니? 눈치 (폴킴&픽보이)
- 2019년 11월 13일 - 동백꽃 필 무렵 OST Part.9 운명이 내게 말해요
- 2019년 11월 30일 - 슈가맨 3 EPISODE.1 너의 마음을 내게 준다면 (Feat. Colde)
- 2020년 1월 21일 - 낭만닥터 김사부 2 OST Part.4 다 그렇지 뭐
- 2020년 6월 21일 - 사이코지만 괜찮아 OST Part.1 You're Clod (더 많이 사랑한 쪽이 아프대)
- 2020년 9월 27일 - 브람스를 좋아하세요? OST 밤하늘의 저 별처럼 (브람스를 좋아하세요? OST 스페셜 트랙)
- 2021년 8월 4일 - 블루버스데이 OST Part.1 비가 오는 날엔(2021)
- 2022년 4월 16일 - 우리들의 블루스 OST Part.2 마지막 너의 인사

## 방송

### TV
- 《언프리티 랩스타 2》 (2015년, Mnet)
- 《나 혼자 산다》 (2016년, MBC)
- 《해피투게더 3》 게스트 - With 황우슬혜, 구재이, 경리, 모니카 (2016년, KBS)
- 《수요미식회》 게스트 - With 윤상, 이은결 (2017년, tvN)
- 《박진영의 파티피플》 (2017년, SBS)
- 《한끼줍쇼》 게스트 - With 유빈 (2018년, JTBC)
- 《투유 프로젝트 - 슈가맨 3》 (2019년 ~ 2020년, JTBC)
- 《코미디빅리그》사이코러스 (특별 출연), (2021년, tvN)
- 《불후의 명곡》 게스트 (2021년, KBS)
- 《아는 형님》 게스트 - With 스윙스, 이홍기 (2021년, JTBC)
- 《구해줘! 홈즈》 게스트 - With 레이디 제인 (2021년, MBC)
- 《놀라운토요일》 게스트 (2022년, tvN)
- 《비긴어게인 - 인터미션》 (2023년, JTBC)
- 《구해줘! 홈즈》 게스트 (2023년, MBC)
- 《라디오스타》(2023년,MBC)
- 《놀라운토요일》 게스트 (2023년, tvN)

### 웹예능
- 《감별사》게스트 (2024년, 유튜브)

### 라디오
- 《볼륨을 높여요》 DJ (2022.8.22 ~ 2023.9.3, KBS 쿨FM)
- 《미스터 라디오》 게스트 (2023.12.12, KBS 쿨FM)

## 광고
- 2015년 MAC 월드 에이즈 캠페인 (with 트루디, 캐스퍼)
- 2016년 넥스트무브 아케론
- 2016년 신영와코루 비너스 솔브
- 2016년 SC제일은행 (with 박상영)
- 2016년 NIX 16SS 광고 모델 (with 서강준)
- 2017년 스타일난다 3CE
- 2017년 NBA 2017 S/S 한·중 모델 (with 박재범)
- 2017년 NBA 2017 F/W 한·중 모델 (with 박재범)
- 2018년 MAC 15 Shades of Heize (헤이즈 키트 출시)
- 2018년 삼성전자 삼성 노트북 Pen CF
- 2021년 라그나로크 오리진
- 2022년 에어뮤즈 (with 제이호)

## 투어
- 2017 헤이즈 캐나다 투어 (4월 21일 Toronto, 4월 22일 Vancouver)

## 수상

### 가요 프로그램 1위
| 연도            | 수상 내역 (총 3회)                                                    |
| --------------- | --------------------------------------------------------------------- |
| 2016년 (총 1회) | - 저 별 (총 1회) - 12월 18일 SBS 《SBS 인기가요》 1위                 |
| 2017년 (총 1회) | - 비도 오고 그래서 (총 1회) - 7월 14일 KBS 《뮤직뱅크》 K-Chart 1위   |
| 2019년 (총 1회) | - We don't talk together (총 1회) - 7월 21일 SBS 《SBS 인기가요》 1위 |

## 기타 시상식
- 2016 제24회 대한민국문화연예대상 K팝가수상
- 2017 엠넷 아시안 뮤직 어워즈 베스트 힙합 어반 뮤직상
- 2017 엠넷 아시안 뮤직 어워즈 베스트 보컬 퍼포먼스 여자 솔로
- 2017 제9회 멜론 뮤직 어워드 TOP 10
- 2018 제32회 골든디스크 시상식 디지털음원 본상
- 2018 제7회 가온차트 K-POP 어워드 R&B부문 올해의 발견상
- 2018 MGA 보컬상 여자부문
- 2018 엠넷 아시안 뮤직 어워즈 베스트 보컬 퍼포먼스 솔로상
- 2019 제11회 멜론뮤직어워드 TOP 10, R&B/소울 부문 수상
- 2019 엠넷 아시안 뮤직 어워즈 베스트 힙합&얼반 뮤직 수상
- 2020년 올해의 브랜드 대상 R&B Soul 아티스트부문 수상
- 2021년 멜론뮤직어워즈 올해의 TOP10상
- 2022년 제36회 골든디스크 어워즈 디지털 음원 부문 본상
- 2022년 제31회 하이원 서울가요대상 본상
- 2022년 2022 K 글로벌 하트 드림 어워즈 K 글로벌 OST상
- 2022년 2022 K 글로벌 하트 드림 어워즈 K 글로벌 하트 드림 본상